# Xokil-Uk'Um
Xokil-Uk'Um är en ort i Mexiko.   Den ligger i kommunen Chenalhó och delstaten Chiapas, i den sydöstra delen av landet, 800 km öster om huvudstaden Mexico City. Xokil-Uk'Um ligger 1 446 meter över havet och antalet invånare är 108.
Terrängen runt Xokil-Uk'Um är kuperad åt sydväst, men åt nordost är den bergig. Runt Xokil-Uk'Um är det ganska tätbefolkat, med 111 invånare per kvadratkilometer. Närmaste större samhälle är Pantelhó, 6,4 km nordost om Xokil-Uk'Um. I omgivningarna runt Xokil-Uk'Um växer i huvudsak städsegrön lövskog.